# 玉木亨
玉木 亨（たまき とおる、1962年 - ）は、日本の翻訳家。
東京都生まれ。慶應義塾大学経済学部卒業。

## 翻訳
- 『ブラック・マネー』（マイケル・トーマス、TBSブリタニカ） 1995
- 『策謀』（ロバート・カレン、二見書房、二見文庫、ザ・ミステリ・コレクション） 1996
- 『バッド・ラック』（アンソニー・ブルーノ、扶桑社、扶桑社ミステリー） 1996
- 『ヴァーチャル・ゲーム』（マイケル・リドパス、日本放送出版協会） 1997
- 『バッド・ビジネス』（アンソニー・ブルーノ、扶桑社、扶桑社ミステリー） 1997
- 『トゥモロー・ネバー・ダイ』（レイモンド・ベンソン、角川書店、角川文庫） 1998
- 『緊急救命室 : 医師たちが語る生と死のドラマ』（ダン・サックス編、イーサン・ケイニンほか、共訳、朝日新聞社） 1998
- 『大統領の身代金』（マーティン・L・グロス、講談社、講談社文庫） 1998
- 『オランダ人のまっかなホント』（ロドニー・ボルト、マクミランランゲージハウス） 1999
- 『イギリス人のまっかなホント』（アントニー・マイオール, デイヴィッド・ミルステッド、マクミランランゲージハウス） 2000
- 『マンチェスター・フラッシュバック』（ニコラス・ブリンコウ、文藝春秋、文春文庫） 2000
- 『魔弾』（スティーヴン・ハンター、新潮社、新潮文庫） 2000
- 『オウン・ゴール』（フィル・アンドリュース、角川書店、角川文庫） 2001
- 『ダ・ヴィンチの罠』（ロバート・カレン、二見書房、二見文庫、ザ・ミステリ・コレクション） 2001
- 『どんづまり』（ダグラス・ケネディ、講談社、講談社文庫） 2001
- 『アシッド・カジュアルズ』（ニコラス・ブリンコウ、文藝春秋、文春文庫） 2002
- 『楽園占拠』（クリストファー・ブルックマイア、ソニー・マガジンズ、ヴィレッジブックス） 2003
- 『ラリパッパ・レストラン』（ニコラス・ブリンコウ、文藝春秋、文春文庫） 2003
- 『ブラック・キャブ』（ジョン・マクラーレン、角川書店、角川文庫） 2004
- 『裸にされた花嫁』（匿名、文藝春秋） 2005
- 『聖ヴァレンタインの劫火』（ジョン・リカーズ、ソニー・マガジンズ、ヴィレッジブックス） 2006
- 『殺し屋の厄日』（クリストファー・ブルックマイア、ヴィレッジブックス、ヴィレッジブックス） 2007
- 『20世紀の幽霊たち』（ジョー・ヒル、白石朗, 安野玲, 大森望共訳、小学館、小学館文庫） 2008
- 『フランクを始末するには』（アントニー・マン、東京創元社、創元推理文庫） 2012
- 『忘却の声』上・下（アリス・ラプラント、東京創元社） 2014

### 「移動図書館貸出記録」シリーズ
- 『アマチュア手品師失踪事件』（イアン・サンソム、東京創元社、創元推理文庫） 2010
- 『蔵書まるごと消失事件』（イアン・サンソム、東京創元社、創元推理文庫） 2010

### 「ジミー・ペレス警部」シリーズ
- 『大鴉の啼く冬』（アン・クリーヴス、東京創元社、創元推理文庫） 2007
- 『白夜に惑う夏』（アン・クリーヴス、東京創元社、創元推理文庫） 2009
- 『野兎を悼む春』（アン・クリーヴス、東京創元社、創元推理文庫） 2011
- 『青雷の光る秋』（アン・クリーヴス、東京創元社、創元推理文庫） 2013
- 『水の葬送』（アン・クリーヴス、東京創元社、創元推理文庫） 2015
- 『空の幻像』（アン・クリーヴス、東京創元社、創元推理文庫） 2018
- 『地の告発』（アン・クリーヴス、東京創元社、創元推理文庫） 2020

### 「新聞記者ドライデン」シリーズ
- 『水時計』（ジム・ケリー、東京創元社、創元推理文庫） 2009
- 『火焔の鎖』（ジム・ケリー、東京創元社、創元推理文庫） 2012
- 『逆さの骨』（ジム・ケリー、東京創元社、創元推理文庫） 2014
- 『凍った夏』（ジム・ケリー、東京創元社、創元推理文庫） 2017